# علياء التابعي
علياء التابعي (مواليد 1961) هي روائية تونسية. اشتهرت روايتها «زهرة الصبار» لاستخدامها للعربية التونسية في الحوارات، وقد تُرجمت إلى الفرنسية. وتحكي الرواية عن قصة ثلاثة أصدقاء: رجاء، وأحمد، وعادل؛  وما حدث بعد تخرجهم من الجامعة، وصراعاتهم بين المثل العليا ومتطلبات الحياة، ثم لقاؤهم بعد سنوات من الفُرقة.

## مؤلفاتها
| م | العمل       | عام الإصدار | الناشر                 | عدد الصفحات | رقم تعريفي                                                  | مراجع       |
| - | ----------- | ----------- | ---------------------- | ----------- | ----------------------------------------------------------- | ----------- |
| 1 | زهرة الصبار | 1991        | دار الجنوب للنشر، تونس | 172         | (ردمك 9973703138، وردمك 9789973703132، وردمك 9789973703125) | [ 5 ] [ 6 ] |